# Stealing Beauty
Stealing Beauty (tiếng Pháp: Beauté volée; tiếng Ý: Io ballo da sola) là một phim ra năm 1996 đảo diễn bởi Bernardo Bertolucci gồm các tài tử Liv Tyler, Joseph Fiennes, Jeremy Irons, and Sinéad Cusack. Phim được viết do Bertolucci và Susan Minot; 
phim nói về một thiếu nữ Mỹ du lịch qua Ý để sống với những bạn của mẹ cô (Mẹ cô vừa tự tử)  Đây lần đầu tiên Liv Tyler thủ vai chính. Stealing Beauty chiếu lần đầu ở Ý vào tháng 3 năm 1996,
và được bình chọn cho Cannes Film Festival 1996 ở Pháp vào tháng năm. Phim chiếu ở Mỷ vào ngày 14 tháng 6 năm 1996.

## Câu chuyện
Thiếu nữ Mỹ Lucy Harmon đến Tusan để sống với các bạn và gia đình trong một villa xinh đẹp. Bốn năm trước, cô từng đến đó và có hôn một chàng trai Ý. Lucy mong được gặp lại chàng trai đó vì mẹ cô vừa mới quyên sinh và cô muốn tìm ra ai là cha cô. Mẹ cô có tiết lộ rằng đó là một người trong villa. Sau khi đến tòa villa, Lucy làm quen với những người địa phương. Nhiều người đàn ông ở đây rất chú ý đến cô, nhưng người được Lucy chọn không phải là người mà cô định lúc đầu.

## Các vai
- Liv Tyler as Lucy Harmon
- Joseph Fiennes as Christopher Fox
- Jeremy Irons as Alex Parrish
- Sinéad Cusack as Diana Grayson
- Donal McCann as Ian Grayson
- Rebecca Valpy as Daisy Grayson
- Jean Marais as M. Guillaume
- Rachel Weisz as Miranda Fox
- D. W. Moffett as Richard Reed
- Carlo Cecchi as Carlo Lisca
- Jason Flemyng as Gregory
- Anna Maria Gherardi as Chiarella Donati
- Ignazio Oliva as Osvaldo Donati
- Stefania Sandrelli as Noemi
- Francesco Siciliano as Michele Lisca
- Mary Jo Sorgani as Maria
- Leonardo Treviglio as Lieutenant
- Alessandra Vanzi as Marta
- Roberto Zibetti as Niccoló Donati[4]

## Nhạc trong phim
1. "2 Wicky" (Burt Bacharach) by Hooverphonic
2. "Glory Box" (Geoff Barrow) by Portishead
3. "If 6 Was 9" (Jimi Hendrix) by Axiom Funk
4. "Annie Mae" by John Lee Hooker
5. "Rocket Boy" by Liz Phair
6. "Superstition" by Stevie Wonder
7. "My Baby Just Cares For Me" (Walter Donaldson) by Nina Simone
8. "I'll Be Seeing You" (Sammy Fain) by Billie Holiday
9. "Rhymes Of An Hour" (Hope Sandoval) by Mazzy Star
10. "Alice" by Cocteau Twins
11. "You Won't Fall" by Lori Carson
12. "I Need Love" by Sam Phillips

Hole's song "Olympia" (AKA 'Rockstar') was also used in the film. Tyler was shown dancing and singing wildly along to the track, listening with her headphones and walkman.

## Đón nhận
Phim được khen và cũng được chê. Nhưng vai của Liv được khen ngợi nhiều, khiến vai này trở thành vai thăng tiến của cô.